# Plectropomus laevis
Plectropomus laevis, conocido comúnmente como mero ensillado, pertenece a la clase de los peces con aletas (Actinopterygii), un mero de la subfamilia Epinephelinae que forma parte de la familia Serranidae, que también incluye las anthias y las lubinas. Se encuentra en la región del Indo-Pacífico.

## Descripción
Plectropomus laevis tiene un cuerpo alargado y robusto, con una longitud estándar de entre casi 3 a 4 veces la profundidad del cuerpo. El preopérculo es en su mayoría redondeado, con tres espinas grandes que apuntan hacia abajo a lo largo de la mitad inferior. La aleta dorsal contiene 7-8 espinas y 10-12 radios suaves, mientras que la aleta anal contiene 3 espinas y 8 radios suaves. La parte espinosa de la aleta dorsal tiene una base más corta que la parte de radios blandos. La aleta caudal es truncada. Esta especie tiene dos fases de color, una con monturas negras sobre un color de fondo blanquecino con un pedúnculo caudal amarillo y aletas amarillas que se conoce como la "fase futbolista"; el otro es una forma grisácea con cabeza oscura, cinco marcas de silla de montar oscuras a lo largo de la espalda y pequeñas manchas azules en el cuerpo. Los juveniles son imitadores batesianos del tóxico pez globo de nariz afilada de Valentin (Canthigaster valentini). Esta especie alcanza una longitud total de 125 centímetros (49,2 plg), aunque comúnmente miden alrededor de 84 centímetros, y un peso máximo publicado de 24 kilogramos.

## Distribución
Plectropomus laevis tiene una amplia distribución en el Indo-Pacífico. En el este de África se encuentra desde Kenia hasta Mozambique a través de las islas del océano Índico tropical, pero no en la costa asiática, y hacia el este en el Océano Pacífico hasta la Polinesia Francesa y la isla de Pitcairn, al norte hasta el sur de Japón y al sur hasta Australia. En Australia se encuentra en Rowley Shoals y Scott Reef en Australia Occidental, Ashmore Reef en el Mar de Timor y en la Gran Barrera de Coral tan al sur como One Tree Island y otros arrecifes en el Mar de Coral de Queensland, así como en la región. de la isla de Lord Howe en el mar de Tasmania.

## Hábitat y biología
Plectropomus laevis se encuentra en áreas de lagunas que tienen una buena cobertura de coral y en el lado de los arrecifes que da al mar, donde parece preferir los canales de los arrecifes y la plataforma exterior del arrecife. Se encuentra a profundidades de 4 a 100 metros. Los juveniles de ambas fases de color con una longitud total de menos de 20 centímetros imitan el pez globo de nariz afilada de Valentin y generalmente reman con sus aletas pectorales para nadar mientras sostienen la aleta caudal doblada y las primeras espinas de la parte espinosa de la aleta dorsal se mantienen erguidas. Esta especie se alimenta en áreas más grandes y en un rango de profundidad más amplio que el simpátrico Plectropomus leopardus . Son hermafroditas protóginos monándricos, en los que los machos sólo se desarrollan a partir de hembras maduras, los machos más jóvenes encontrados tienen 9 años de edad y las hembras maduran a los 2,2 años y alrededor de 40 centímetros en la longitud de la horquilla. Esta especie es comparativamente de rápido crecimiento y puede alcanzar una longitud de 50 centímetros en menos de cuatro años y las hembras pueden alcanzar la madurez sexual en menos de tres años. Forman pequeñas agregaciones de desove, aunque se han registrado grandes agregaciones en el norte de la Gran Barrera de Coral. Es probable que esta especie desove en aguas más profundas en frentes de arrecifes en comparación con P. leopardus y esta puede ser la razón de la falta de observaciones de desove de P. laevis. Los adultos se alimentan de una variedad de peces de arrecife más grandes, incluidos otros meros, mientras que los juveniles se alimentan de peces más pequeños e invertebrados como crustáceos y calamares.

## Parásitos
Como la mayoría de los peces, esta especie alberga muchas especies de parásitos. Los diplectánidos monogéneos Echinoplectanum laeve y Echinoplectanum chauvetorum son parásitos de las branquias.

## Taxonomía
Plectropomus laevis fue descrito formalmente por primera vez como Labrus laevis en 1801 por el zoólogo francés Bernard Germain de Lacépède con la localidad tipo dada como Grand golfe de l'lnde, el Océano Índico. 

## Utilización
Plectropomus laevis es un pez comestible preciado, pero su dieta dominada por pescado significa que el consumo de su carne ha sido responsable de muchos casos de envenenamiento por ciguatera. Se captura con anzuelo, lanzas y trampas para peces. Cada vez es más importante en el comercio de peces vivos de arrecife y también aparece en el comercio de acuarios.